# DISKCOPY (CP/J)
DISKCOPY (CP/J) – polecenie nierezydentne systemu CP/J, zlecające wykonanie kopii dyskietki.
Dyrektywa ta może mieć następującą postać:
DISKCOPYkopiowanie dyskietki, przy czym program DISKCOPY, w trybie konwersacyjnym umożliwi użytkownikowi wskazanie napędu z dyskietką do kopiowania i napędu z dyskietką docelową,
DISKCOPY X:=Y:jak wyżej, lecz ze wskazaniem napędu Y:, zawierającego dyskietkę do kopiowania (tzw. napędu źródłowego) i napędu X: z dyskietką docelową (tzw. napędu docelowego); program pominie pytanie o wskazanie napędów.
Program umożliwia kopiowania wyłącznie całej dyskietki, na inną dyskietkę. Możliwa jest sytuacja, w której kopiowana dyskietka i dyskietka docelowa będą umieszczane w tym samym fizycznym napędzie dyskietek. Przypadek ten nastąpi, gdy oznaczenia napędu źródłowego i docelowego będą jednakowe. Program w takim przypadku zasygnalizuje użytkownikowi potrzebę zmiany dyskietki w napędzie. Nie ma przy tym znaczenia, czy program został uruchomiony bez parametrów, czy w drugiej postaci z argumentami wywołania.
Przykład zlecenia dla kopiowania dyskietki umieszczonej w jednym napędzie, na dyskietkę umieszczoną w innym napędzie:
A> DISKCOPY B:=A:
Przykład zlecenia dla kopiowania dyskietki, przy czym zarówno dyskietka źródłowa i docelowa będą umieszczone w tym samym napędzie:
A> DISKCOPY B:=B:
Po zakończeniu kopiowania dyskietki, polecenie umożliwia zakończenie pracy lub wskazanie, że ma być kopiowana kolejna dyskietka.
Przedmiotowe polecenie może być wydane tylko na komputerze wyposażonym w stację dyskietek, podłączoną bezpośrednio do danego komputera. Nie można realizować tego zlecenia za pośrednictwem sieci JUNET.